# Mineralrelikt
Als Mineralrelikt bezeichnet man in der Mineralogie ein Mineral oder Mineral-Aggregat, das frühere Entwicklungsstadien eines Gesteins auch nach der partiellen Umwandlung eines Gesteins anzeigt. Nach der Auskristallisation kann ein Gestein durch veränderte Druck- und Temperaturbedingungen, beispielsweise infolge einer Metamorphose mehr oder weniger vollständigen Mineralumbildungen unterworfen sein. Mineralrelikte, also Reste des ursprünglichen Mineralbestandes, zeigen somit die primären Bildungsbedingungen eines Gesteins an.
Man unterscheidet:
- stabile Relikte: Minerale oder Mineral-Aggregate, die auch noch bei veränderten Druck- und Temperaturbedingungen stabil bleiben;
- instabile Relikte: Minerale oder Mineral-Aggregate, die bei veränderten Druck- und Temperaturbedingungen instabil werden, sich aber unter Umständen noch partiell erhalten können;
- „gepanzerte“ oder umkrustete Relikte: Minerale oder Mineral-Aggregate, die unter geänderten Druck- und Temperaturbedingungen selbst instabil geworden sind, können von stabilen Mineralen ummantelt oder umkrustet werden und zeichnen so die ursprüngliche Kristallform nach.